# Tankmonument (Wiemesmeer)

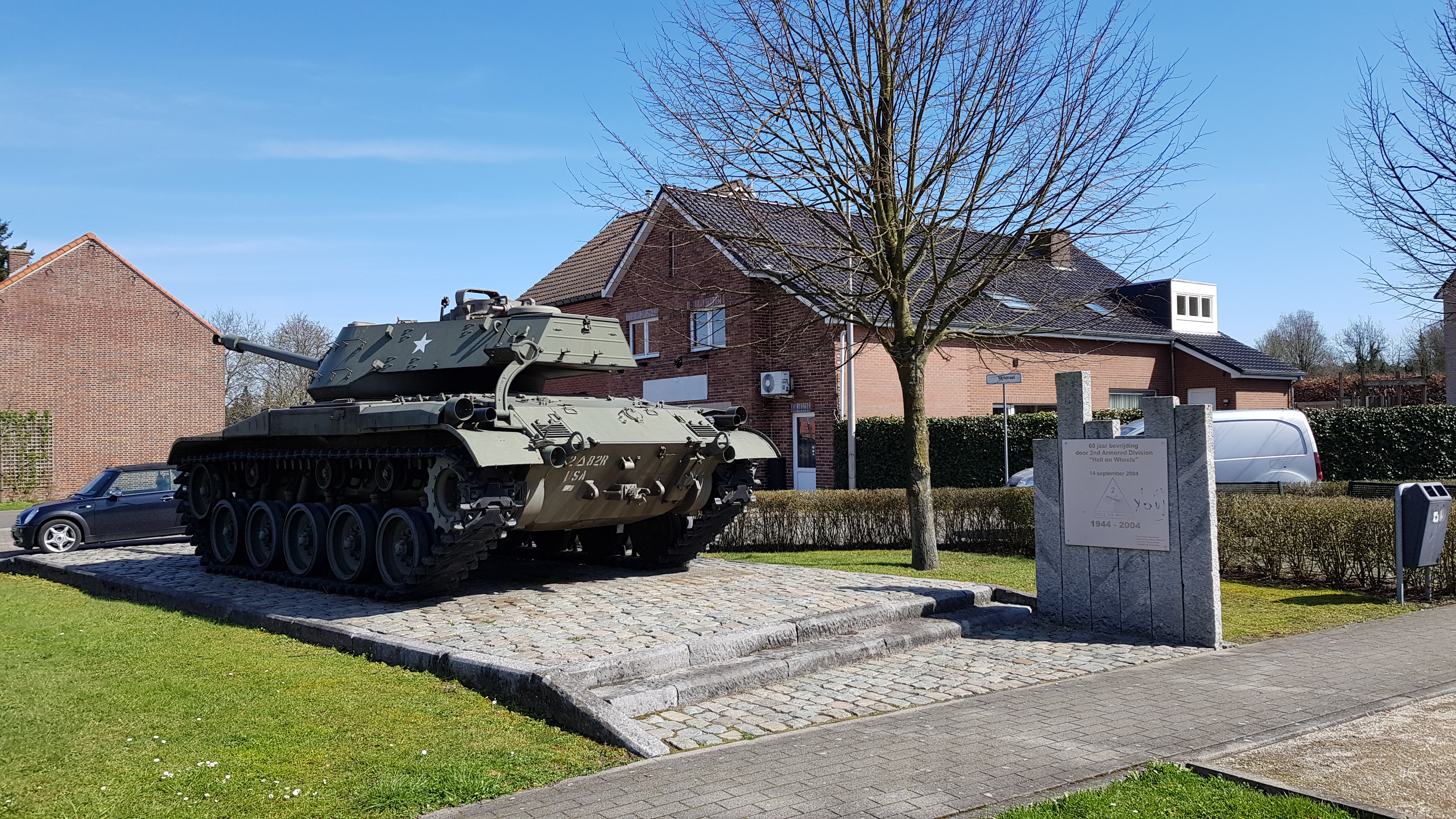
Tankmonument in Wiemesmeer

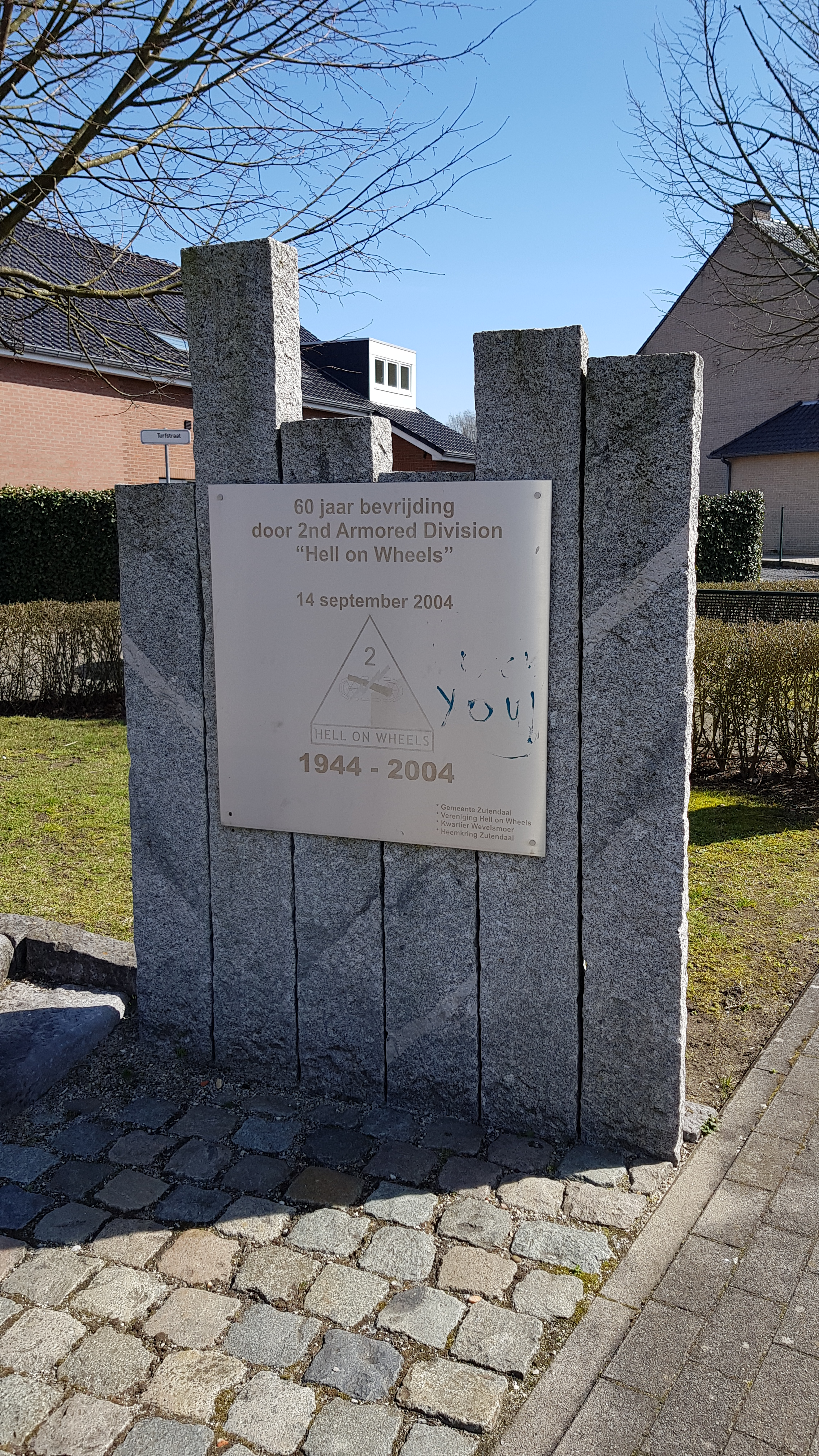
Tankmonument in Wiemesmeer

Het Tankmonument is een oorlogsmonument in Wiemesmeer in de Belgische gemeente Zutendaal. Het tankmonument staat aan de Asserweg waar de Leutsestraat en Turfstraat hierop uitkomen. De tank is van het type M41 Walker Bulldog.

## Geschiedenis
In 1944 werd Wiemesmeer tijdens de Tweede Wereldoorlog van de Duitse bezetting bevrijd door de 2nd Armored Division.
Op 14 september 2004 werd in Zutendaal een oorlogsmonument onthuld die de bevrijding herdenkt – op dat moment zestig jaar geleden. De tank stamt uit de naoorlogse tijd en is niet in de Tweede Wereldoorlog gebruikt.